# Lipe Nashi
Lipe Nashi, właściwie Filip Apostol Nashi (ur. 9 stycznia 1923 w Sheperze, zm. 1995) – albański wojskowy i polityk.

## Życiorys
Ukończył szkołę podstawową w rodzinnej wsi, ze względów ekonomicznych przeniósł się do Gjirokastry, gdzie ukończył szkołę średnią. W 1942 roku dołączył do Armii Narodowo-Wyzwoleńczej, przekształconej po II wojnie światowej w Albańską Armię Ludową; w 1951 roku awansował na stopień kapitana. Został jednak zwolniony z wojska i powołany do Komitetu Centralnego Albańskiej Partii Pracy, w 1952 roku objął kierownictwo nad sektorem naftowym w miejscowości Qyteti Stalin. Rok później został wysłany do Moskwy w celu odbycia studiów, po ich ukończeniu odbył w Baku roczną specjalizację w sektorze naftowym. Po powrocie do Albanii ponownie kierował sektorem naftowym w Qyteti Stalin.
W latach 1965–1975 roku pełnił funkcję dyrektora generalnego ds. nafty i gazu; w tym czasie Albania osiągnęła rekordowe wyniki wydobycia i produkcji ropy naftowej na rocznym poziomie 2,4 mln ton. 25 lutego 1975 roku decyzją biura politycznego Albańskiej Partii Pracy został zawieszony, a 25 marca tegoż roku aresztowany na plenum partii w Patosie. Został oskarżony o sabotaż i korupcję oraz skazany na 25 lat pozbawienia wolności, utratę praw wyborczych na okres 5 lat oraz odebranie wszystkich odznaczeń i tytułów; wyrok odbywał w Burrelu i w Fierze. W 1989 lub 1991 roku został zwolniony z więzienia. Zmarł w 1995 roku z powodu zawału mięśnia sercowego.

## Odznaczenia i tytuły[1]
- Medal Pamięci (14 XI 1945)
- Medal za Wyzwolenie Kraju (8 I 1946)
- Medal Męstwa (7 VII 1947)
- Order Pracy II klasy (5 IV 1955)
- Order Męstwa (8 XI 1955)
- Order Pracy I klasy (14 XII 1962)
- Czerwona Flaga Pracy II klasy (9 I 1973)
- tytuł Bohatera Pracy Socjalistycznej (21 XI 1974)[3]